# علي لطيفي
علي لطيفي (مواليد 20 فبراير 1976) هو لاعب كرة قدم. يلعب مع منتخب إيران لكرة القدم. سبق له أن لعب في كأس العالم لكرة القدم مع منتخب بلاده.

## روابط خارجية
- علي لطيفي على موقع الاتحاد الدولي (مؤرشف)  (الإنجليزية)
- علي لطيفي على موقع قاعدة بيانات كرة القدم.إي يو (الإنجليزية)
- علي لطيفي على موقع ناشيونال فوتبول تيمز (الإنجليزية)
- علي لطيفي على موقع كووورة